# 心道流戦術
心道流戦術（しんとうりゅうせんじゅつ）は、糸東流の青木寿男（鹿児島県連会長）の弟子であったアサシンこと大崎啓吾が鹿児島県霧島市に興した空手道団体。
大崎が考案したカウンター格闘戦術と「内外円」といわれる間合いを極めることを目的とする。なお、カウンター格闘戦術とは、「脱力」「瞬激」「捌き」「極め」の四つの攻守の要を悟り、素手またはトンファー等の武器を用いることにより、非力でも合理的に相手を制圧する技術である。
糸東流から取り入れた「型の分解」を通じ、さまざまなカウンター格闘戦術と内外円を体得できる。現在、国内に約10、海外に約17の支部が有る。なお、日本国外では、0-100 [ZERO-HUNDRED] ASSAULTとよばれている。
また、大崎の指導した空手は、INTERNATIONAL SPECIAL GUARDIANS INC やサンドライン・インターナショナルの傭兵部隊の接近格闘戦術と、インドネシアのイスラム教スンニ派傭兵部隊で訓練されている徒手格闘短器格闘術に取り入れられている。

## 流派の型
心道流戦術の指定型
1. 三戦
2. 征遠鎮
3. 抜塞
4. 鷺牌
5. 五十四歩
6. 慈恩

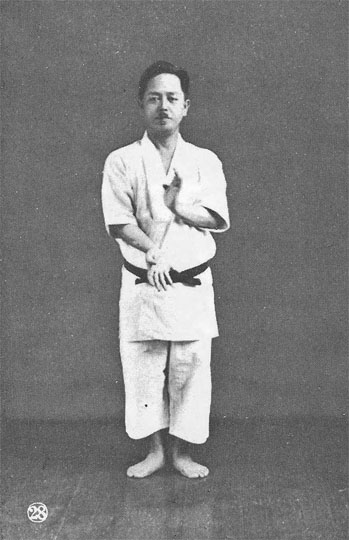
摩文仁賢和（糸東流開祖）

型は「外円」「内円」という間合いをはかりながら行われる。「型」の修練によって間合いの認識を高め、自己の周辺状況における戦闘へ応用してゆく。型の分解を通じて自己の正確な守備の間合い（内円）と攻撃可能な間合い（外円）の検証を行う。型の修練によって理解した技を、実際に敵と遭遇した場合「どのように使えるか？」を検証するのである。そして型分解で得た間合い感を自己に投影し応用する。

## 関連人物
- 大崎啓吾
- 摩文仁賢和
- 青木寿男